# یواس‌اس واشینگتن (۱۸۱۴)
یواس‌اس واشینگتن (۱۸۱۴) (به انگلیسی: USS Washington (1814)) یک کشتی بود که طول آن ۱۹۰ فوت ۱۰ اینچ (۵۸٫۱۷ متر) بود. این کشتی در سال ۱۸۱۴ ساخته شد.